# Frederick Roberts (Politiker)
Frederick Owen Roberts (* 2. Juli 1876 in East Haddon, Northamptonshire; † 23. Oktober 1941 in Northampton) war ein britischer Politiker (Labour Party).

## Leben und Tätigkeit
Roberts war ein Sohn des Thomas Andrew Roberts. Er betätigte sich früh in der britischen Gewerkschaftsbewegung.
Roberts arbeitete als Schriftsetzer und gehörte dem Vorstand des entsprechenden Berufsverbandes (Typographical Association) an. Anlässlich der Unterhauswahl von 1918, bei der er im Wahlkreis West Bromwich für die Labour Party kandidierte, wurde er erstmals ins britische Parlament gewählt. In der Wahl konnte er sich gegen den konservativen Mandatsinhaber Viscount Lewisham durchsetzen. Er konnte seinen Sitz bei den folgenden drei Wahlen verteidigen, bevor er schließlich bei den Wahlen des Jahres 1931 gegen den konservativen Kandidaten Alexander Ramsay unterlag. Bei der Unterhauswahl des Jahres 1935 konnte er seinen Sitz jedoch zurückgewinnen, den er nun innehatte, bis er sich am 3. April 1941 aus gesundheitlichen Gründen aus dem Unterhaus zurückzog.
1924 bekleidete Roberts für einige Monate das Amt des Ministers für Rentenfragen (Minister of Pensions) in der kurzlebigen Regierung von Ramsay MacDonald. In dieser Eigenschaft wurde er auch in den Privy Council, den britischen Kronrat, aufgenommen. Von 1929 bis 1931 übernahm er in der zweiten Regierung MacDonald dasselbe Ressort.
Von 1926 bis 1927 amtierte Roberts als Vorsitzender (chair) der Labour Party.
Von den nationalsozialistischen Polizeiorganen wurde Roberts als Staatsfeind eingestuft: Im Frühjahr 1940 setzte das Reichssicherheitshauptamt in Berlin ihn auf die Sonderfahndungsliste G.B., ein Verzeichnis von Personen, die im Falle einer erfolgreichen deutschen Invasion Großbritanniens durch die Sonderkommandos der SS-Einsatzgruppen mit besonderer Priorität ausfindig gemacht und verhaftet werden sollten.

## Familie
Roberts heiratete 1899 Celia Dorothea Sexton aus Northampton. Sie hatten mindestens einen Sohn, Reuben V. Roberts.